# شاری فداک
شاری فداک (مجاری: Sári Fedák؛ ‏ ۲۶ اکتبر ۱۸۷۹ – ۲۵ مهٔ ۱۹۵۵) بازیگر اهل مجارستان بود. به گفتهٔ ریچارد تراوبنر، روزنامه‌نگار و نویسنده آثار غیرداستانی آمریکایی، فداک و شاری پترَس همچنان «دو ستاره زن مجارستانیِ اپرت هستند که بیش از همه در یادها مانده‌اند».

از فیلم‌ها یا برنامه‌های تلویزیونی که وی در آن نقش داشته‌است، می‌توان به مادر اشاره کرد.